# Jack Splash

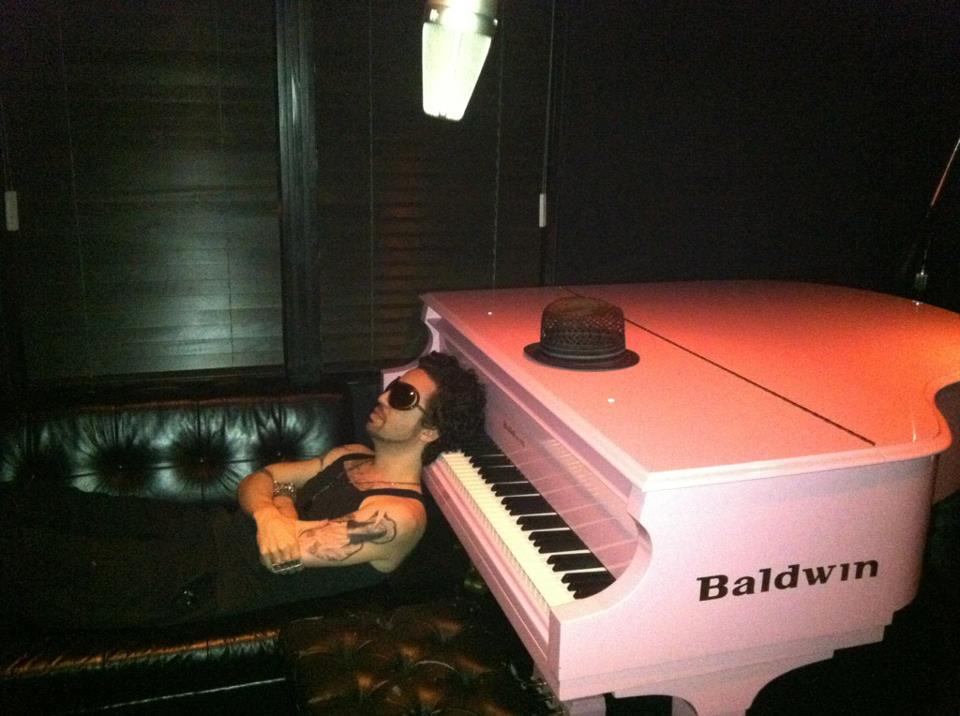
Jack Splash

Jack Splash (* in Los Angeles, Kalifornien als Matthew Kahane) ist ein US-amerikanischer Musikproduzent sowie Leadsänger und Produzent der Funkgruppe Plantlife.

## Musikalischer Werdegang
Plantlife wurde Ende der 1990er Jahre von Splash und dem Produzenten Panda One gegründet. 2004 veröffentlichten die beiden mit der DJ Rashida the Beautiful und der Sängerin Dena Deadly, ihr Debütalbum The Return of Jack Splash. Es wurde bei den BBC Radio 1 Awards des DJs Gilles Peterson zum Album of the Year gewählt. 2008 folgte das Album Time Traveller. Beide Alben wurden von den Kritikern und anderen Musikern hoch gelobt. Plantlife werden unter anderem mit Prince und OutKast verglichen, Splash selbst beschreibt die Gruppe als „somewhere between Earth, Wind and Fire and Daft Punk“.
Seit 2006 produziert Jack Splash auch außerhalb von Plantlife andere Künstler. Seine Songs beziehen sich meist auf den Soul und Funk vergangener Epochen und sind live instrumentiert. Bisher hat er unter anderem mit John Legend, Groove Armada, Alicia Keys, Raheem DeVaughn, Estelle, Solange Knowles, Anthony Hamilton und Jamie Foxx zusammengearbeitet. Das von ihm produzierte Lied I'm His Only Woman von Jennifer Hudson und Fantasia Barrino brachte Splash eine Nominierung bei den Grammy Awards 2009. Viele der Songs wurden mitgeschrieben von CeeLo Green, mit dem er das Duo The Heart Attack bildet. Ihr Song Gangsta Boogie ist auf dem Soundtrack des Films Disturbia zu hören. Im Herbst 2009 soll Splashs erstes Soloalbum mit dem Titel Technology and Love Might Save Us All erscheinen. Dafür arbeitete er mit namhaften Künstlern aus den Genres Hip-Hop und R&B wie Kelis und Lupe Fiasco zusammen. Die erste Single wird I Could Have Loved You mit Missy Elliott und Jazmine Sullivan sein.

## Diskografie

### Alben (als Teil von Plantlife)
- 2004: The Return of Jack Splash
- 2008: Time Traveller

### Singles (als Produzent)
- 2004: The Last Song (nur als Vinyl) – Plantlife
- 2005: Love 4 the World (mit Panda One) – Plantlife
- 2007: P.D.A. (We Just Don't Care) – John Legend
- 2008: Teenage Love Affair – Alicia Keys
- 2008: Pretty Please (Love Me) – Estelle